# New Hartford Center
New Hartford Center est une census-designated place située dans le comté de Litchfield, dans l'État du Connecticut (États-Unis). Selon le recensement de 2000, New Hartford Center avait une population totale de 1 049 habitants.

## Géographie
Selon le Bureau du recensement des États-Unis, la superficie de la ville est de 8,9 km2, dont 8,4 km2 de terres et 0,5 km2 de plans d'eau (soit 5,80 %).

## Démographie
D'après le recensement de 2000, il y avait 1 049 habitants, 428 ménages, et 291 familles dans la ville. La densité de population était de 124,6 hab/km². Il y avait 451 maisons avec une densité de 53,6 maisons/km². La décomposition ethnique de la population était : 96,09 % blancs ; 1,33 % noirs ; 0,10 % amérindiens ; 0,57 % asiatiques ; 0,10 % natifs des îles du Pacifique ; 0,48 % des autres races ; 1,33 % de deux ou plus races. 3,15 % de la population était hispanique ou Latino de n'importe quelle race.
Il y avait 428 ménages, dont 29,4 % avaient des enfants de moins de 18 ans, 54,0 % étaient des couples mariés, 10,5 % avaient une femme qui était parent isolé, et 31,8 % étaient des ménages non-familiaux. 22,9 % des ménages étaient constitués de personnes seules et 7,2 % de personnes seules de 65 ans ou plus. Le ménage moyen comportait 2,41 personnes et la famille moyenne avait 2,86 personnes.
Dans la ville la pyramide des âges était 22,3 % en dessous de 18 ans, 4,9 % de 18 à 24 ans, 34,8 % de 25 à 44 ans, 25,5 % de 45 à 64 ans, et 12,6 % qui avaient 65 ans ou plus. L'âge médian était 40 ans. Pour 100 femmes, il y avait 102,5 hommes. Pour 100 femmes de 18 ans ou plus, il y avait 96,9 hommes.
Le revenu médian par ménage de la ville était 53 182 dollars US, et le revenu médian par famille était 61 $ 389. Les hommes avaient un revenu médian de 41 $ 522 contre 35 $ 786 pour les femmes. Le revenu par habitant de la ville était 28 $ 675. 6,1 % des habitants et 6,8 % des familles vivaient sous le seuil de pauvreté. 0,0 % des personnes de moins de 18 ans et 14,8 % des personnes de plus de 65 ans vivaient sous le seuil de pauvreté.